# La Lucerna, Guerrero
La Lucerna är en ort i Mexiko.   Den ligger i kommunen Malinaltepec och delstaten Guerrero, i den sydöstra delen av landet, 240 km söder om huvudstaden Mexico City. La Lucerna ligger 2 366 meter över havet och antalet invånare är 310.
Terrängen runt La Lucerna är kuperad åt nordost, men åt sydväst är den bergig. Runt La Lucerna är det ganska glesbefolkat, med 22 invånare per kvadratkilometer. Närmaste större samhälle är Malinaltepec, 8,3 km söder om La Lucerna. I omgivningarna runt La Lucerna växer huvudsakligen savannskog.